# 犯罪被害者等の権利利益の保護を図るための刑事手続に付随する措置に関する法律
犯罪被害者等の権利利益の保護を図るための刑事手続に付随する措置に関する法律（はんざいひがいしゃとうのけんりりえきのほごをはかるためのけいじてつづきにふずいするそちにかんするほうりつ、平成12年5月19日法律第75号）は、犯罪被害者等の保護救済に関する日本の法律である。

## 主務官庁
- 法務省刑事局刑事法制管理官室

同省人権擁護局調査救済課、最高裁判所事務総局刑事局と連携して執行にあたる。

## 概要
犯罪の被害者とその家族が犯罪を受けた身体的、財産的被害その他の被害の回復するため、刑事手続に付随するものとして、被害者が犯罪加害者に対して損害賠償請求に係る紛争を簡易かつ迅速に解決することに資するための「損害賠償命令の申立て制度」などを規定する。

## 法制審議会答申の概要
2007年（平成19年）2月7日答申。「損害賠償請求に関し刑事手続の成果を利用する制度」という名称が付されており、厳密な意味での附帯私訴制度とは異なって、損害賠償の請求に対する審理は判決後に行われる。これは、刑事手続に対して同時に民事の損害賠償を認めると被告人の弁護活動が萎縮するおそれがあるという配慮に基づくものであると考えられる。

### 対象
故意の犯罪行為により人を死傷させた罪、強制わいせつ及び強姦の罪、逮捕及び監禁の罪並びに略取、誘拐及び人身売買の罪等に係る被告事件における不法行為に基づく損害賠償の請求

### 手続
第1審の弁論終結前に申出を行う必要がある。無罪、免訴、控訴棄却等の裁判があった場合は申し出が却下され、有罪判決があった場合判決後速やかに審尋等を行い特別な理由がない限り4回以内の手続で決定を行う。なお、複雑な事件や4回の手続で終了が見込めない事件は通常の民事訴訟に移行する。裁判所は、最初にすべき口頭弁論又は審尋の期日において、被告事件の訴訟記録を取り調べなければならないものとされ、刑事事件で用いられた証拠を用いることができる。
決定後、2週間以内に異議の申立てが無いときは、確定判決と同一の効力を有する。異議の申立てがあったときは、通常の民事訴訟に移行し、その決定は仮執行宣言が付いていない限りその効力を失う。

## 損害賠償命令制度

### 損害賠償命令の申立て
特定の罪に係る刑事被告事件（再審事件を除く。）の被害者等は、当該被告事件の係属する地方裁判所に対し、その弁論の終結までに、損害賠償命令の申立てをすることができる（法9条1項）。
この「損害賠償命令」とは、当該被告事件に係る訴因として特定された事実を原因とする不法行為に基づく損害賠償の請求（これに附帯する損害賠償の請求を含む。）について、その賠償を被告人に命ずることをいう。

### 対象
損害賠償命令の申立てを行える罪は、以下の通り（法17条1項）。
1. 故意の犯罪行為により人を死傷させた罪又はその未遂罪
2. 次に掲げる罪又はその未遂罪

イ　刑法176条から第179条まで（強制わいせつ、強制性交等、準強制わいせつ及び準強制性交等、監護者わいせつ及び監護者性交等）の罪
ロ　刑法第220条（逮捕及び監禁）の罪
ハ　刑法第224条から第227条まで（未成年者略取及び誘拐、営利目的等略取及び誘拐、身の代金目的略取等、所在国外移送目的略取及び誘拐、人身売買、被略取者等所在国外移送、被略取者引渡し等）の罪
ニ　イからハまでに掲げる罪のほか、その犯罪行為にこれらの罪の犯罪行為を含む罪（前号に掲げる罪を除く。）

### 手続等
終局裁判の告知があるまでの取扱い
損害賠償命令の申立てについての審理及び裁判は、刑事被告事件について終局裁判の告知があるまでは、これを行わない（20条1項）。
申立ての却下
被告事件について、損害賠償命令の申立てが不適法であると認めるとき（法13条1項1号）、移送等の決定があったとき（同2号）、無罪、免訴、公訴棄却等の判決があったとき（同3号）、有罪判決の言渡しがあったときでも、当該言渡しに係る罪が法17条1項各号に掲げる罪に該当しないとき（同4号）には、裁判所は、決定で、損害賠償命令の申立てを却下しなければならない（法21条1項）。この却下の決定に対しては、「申立てが不適法である」ことを理由とするもの（法21条1項1号）を除き、不服を申し立てることができない（同条3項）。
時効の中断
損害賠償命令の申立ては、却下の決定の告知を受けたときは、当該告知を受けた時から6月以内に、その申立てに係る請求について、裁判上の請求、支払督促の申立て、和解の申立てなどをしなければ、時効の中断の効力を生じない（法22条）。

### 審理及び裁判等
任意的口頭弁論
損害賠償命令の申立てについての裁判は、口頭弁論を経ないですることができる（法23条1項）。口頭弁論をしない場合には、裁判所は、当事者を審尋することができる（同2項）。
審理
刑事被告事件について有罪の言渡しがあった場合には、裁判所は、直ちに、損害賠償命令の申立てについての審理のための期日を開かなければならない。ただし、直ちに審理期日を開くことが相当でないと認めるときは、裁判長は、速やかに、最初の審理期日を定めなければならない（法24条1項）。
損害賠償命令の申立てについては、特別の事情がある場合を除き、4回以内の審理期日において、審理を終結しなければならない（同条3項）。裁判所は、最初の審理期日において、刑事被告事件の訴訟記録のうち必要でないと認めるものを除き、その取調べをしなければならない（同条4項）。
異議の申立て等
当事者は、損害賠償命令の申立てについての裁判に対し、送達又は告知を受けた日から2週間内に、裁判所に異議の申立てをすることができる（法27条）。裁判所は、異議の申立てが不適法であると認めるときは、決定で、これを却下しなければならず（同2項）、この却下決定に対しては、即時抗告をすることができる（同3項）。
適法な異議の申立てがあったときは、損害賠償命令の申立てについての裁判は、仮執行の宣言を付したものを除き、その効力を失い（同4項）、適法な異議の申立てがないときは、損害賠償命令の申立てについての裁判は、確定判決と同一の効力を有する（同5項）。
訴え提起の擬制等
損害賠償命令の申立てについての裁判に対し適法な異議の申立てがあったときは、損害賠償命令の申立てに係る請求については、その目的の価額に従い、当該申立ての時に、当該申立てをした者が指定した地を管轄する地方裁判所又は簡易裁判所に訴えの提起があったものとみなす（法28条1項）。
訴えの提起があったものとみなされたときは、裁判所は、検察官及び被告人又は弁護人の意見を聴き、取り調べた当該被告事件の訴訟記録中、関係者の名誉又は生活の平穏を著しく害するおそれがあると認めるもの、捜査又は公判に支障を及ぼすおそれがあると認めるものその他送付することが相当でないと認めるものを特定しなければならない（29条1項）。また、刑事事件を審理した裁判所の書記官は、訴えの提起があったものとみなされた地方裁判所又は簡易裁判所の裁判所の書記官に対し、前項で特定されたものを除き、損害賠償命令事件の記録を送付しなければならない（同条2項）。
民事訴訟手続への移行
裁判所は、最初の審理期日を開いた後、審理に日時を要するため4回以内の審理期日において審理を終結することが困難であると認めるときは、申立てにより又は職権で、損害賠償命令事件を終了させる旨の決定をすることができる（法32条1項）。
損害賠償命令事件の当事者等から、損害賠償命令の申立てに係る請求についての審理及び裁判を民事訴訟手続で行うことを求める旨の申述があり、相手方もこれに同意している場合などには、裁判所は、損害賠償命令事件を終了させる旨の決定をしなければならない（同条2項）。
終了の決定及び終了申立てを却下する決定に対しては、不服を申し立てることができず（同条3項）、法28条から30条の規定（訴え提起の擬制等）が準用される。

### 補則
損害賠償命令事件の記録の閲覧等
当事者又は利害関係を疎明した第三者は、裁判所書記官に対し、損害賠償命令事件の記録の閲覧若しくは謄写、その正本、謄本若しくは抄本の交付又は損害賠償命令事件に関する事項の証明書の交付を請求することができる（法33条1項）。
民事訴訟法の準用
特別の定めがある場合を除き、損害賠償命令事件に関する手続については、その性質に反しない限り、民事訴訟法の規定を準用する（法34条）。

### 適用例
2009年（平成21年）3月26日、傷害罪などで懲役2年2月の実刑を言い渡されて控訴中の43歳男性に対し、被害者の女性が約58万円の賠償を求めた「損害賠償命令制度」の申し立てで、東京地裁の藤井俊郎裁判長は約36万円の支払いを命じた。
2009年5月に発生した蟹江一家3人殺傷事件の被告人（2018年に死刑確定）に対し、被害者遺族の男性が「損害賠償命令制度」を利用して名古屋地裁に被告人への損害賠償を請求した。その後この件は同額の損害賠償を求める民事訴訟に移行し、名古屋地裁は原告男性の請求をすべて認容、被告（同事件被告人）に慰謝料など約5,600万円の支払いを命じた（蟹江一家3人殺傷事件#民事裁判を参照）。
また2007年 - 2013年に発生した関西青酸連続死事件で犠牲となった被害者（2013年9月20日に死亡）の遺族2人が本制度を利用して京都地裁へ被告人（一・二審死刑判決）への損害賠償を請求し、民事裁判移行後の2019年10月に京都地裁は被告（本事件被告人）に計約2,640万円の賠償を命じる判決を言い渡した。

## 参照資料
法制審議会第150回会議（平成18年9月6日開催）から、諮問第80号に関する部分を抜粋
「第1の事項は，「損害賠償請求に関し刑事手続の成果を利用する制度」であります。これについては，基本計画にもあるように，「多くの犯罪被害者等にとって，損害賠償の請求によって加害者と対峙することは，犯罪等によって傷付き疲弊している精神に更なる負担を与えることになり，また，訴訟になると高い費用と多くの労力・時間を要すること，訴訟に関する知識がないこと，独力では証拠が十分に得られないことなど，多くの困難に直面することなどから，現在の損害賠償請求制度が犯罪被害者等のために十分に機能しているとは言い難い」との指摘がございます。そこで，附帯私訴，損害賠償命令等，犯罪被害者等の損害賠償の請求に関して刑事手続の成果を利用することにより，犯罪被害者等の労力を軽減し，簡易迅速な手続とすることのできる，我が国にふさわしい新たな制度について，御審議をお願いしたいのであります。」